# Kabinetscrisis over het Nieuw-Guineabeleid
Het regeringsbeleid inzake Nieuw-Guinea leidde in 1951 tot een Nederlandse kabinetscrisis.
Op 23 januari 1951 viel het kabinet-Drees-Van Schaik, nadat de VVD-fractie met een motie van wantrouwen was gekomen, die was gericht tegen het regeringsbeleid inzake Nederlands-Nieuw-Guinea. Het feit dat de VVD die motie steunde, was voor VVD-minister Stikker reden om zijn ontslag aan te bieden, en dat leidde tot een kabinetscrisis.
De VVD verweet haar eigen minister Stikker dat hij zich in het kabinet niet had verzet tegen het voorstel van minister Van Maarseveen om de soevereiniteit over Nieuw-Guinea over te dragen aan de Nederlands-Indonesische Unie.
Nadat pogingen om een vijfpartijenkabinet te vormen waren mislukt, keerde het kabinet-Drees I in enigszins gewijzigde samenstelling terug. De kwestie-Nieuw-Guinea werd voorlopig 'in de ijskast' gezet.

## Soevereiniteitsoverdracht
Op de Ronde-Tafelconferentie in 1949 waarop de overdracht van de soevereiniteit over Nederlands-Indië werd geregeld, was overeengekomen dat Nieuw-Guinea buiten die overdracht zou blijven. Binnen een jaar zou een nieuwe Ronde-Tafelconferentie worden gehouden tussen Nederland en Indonesië over Nieuw-Guinea.
De reden voor die aparte status was dat CHU en VVD dit als voorwaarde stelden voor hun steun aan het wetsvoorstel over de soevereiniteitsoverdracht. Voor het aannemen van dat voorstel was een tweederdemeerderheid - en dus de steun van CHU en VVD - noodzakelijk.
Nieuw-Guinea werd gezien als een uitwijkplaats voor Indische Nederlanders die Indonesië mogelijk moesten verlaten. Bovendien woonde er geen Indonesische bevolking en was de bevolking van Nieuw-Guinea zeer primitief en was er van verzet tegen de Nederlandse aanwezigheid nauwelijks enige sprake. Nederland werd beter dan Indonesië in staat geacht om te helpen bij de ontwikkeling van het gebied. Tevens kon Nederland zo nog een stukje van zijn vroegere koloniale rijk behouden.
De tweederdemeerderheid was in december 1949 overigens maar ternauwernood gehaald, omdat in de Tweede Kamer de meerderheid van de CHU-fractie, en in de Eerste Kamer zelfs de gehele CHU-fractie tegenstemde. De VVD stemde slechts vóór nadat in de wet betere waarborgen waren opgenomen voor het zelfbeschikkingsrecht van minderheden in Indonesië.

## De Nederlands-Indonesische Unie
De soevereiniteit over Nederlands-Indië was overgedragen aan de Nederlands-Indonesische Unie, waarvan het Koninkrijk der Nederlanden en de Verenigde Staten van Indonesië deel uitmaakten, met koningin Juliana formeel aan het hoofd.
De Verenigde Staten van Indonesië was een federatie, waarvan de Republiek Indonesia (Java en Sumatra) onderdeel was. In de loop van 1950 werd die federatie door de Republiek echter omgevormd tot een eenheidsstaat. Verzet daartegen kwam er onder andere op de Zuid-Molukken, maar dat was tevergeefs geweest.
In de ogen van de VVD-fractie stelde het Nederlandse kabinet zich bij die ontwikkeling te passief op. VVD-minister Stikker meende echter dat dit een zaak van Indonesië zelf was. De VVD-fractie diende hierop in mei 1950 een motie van afkeuring in, die evenwel - ondanks steun van VVD en CHU - werd verworpen.

## Onderhandelingen over Nieuw-Guinea
De onderhandelingen over Nieuw-Guinea werden door de vorming van de eenheidsstaat bemoeilijkt, omdat er daardoor in Nederland steeds meer verzet kwam tegen soevereiniteitsoverdracht aan Indonesië. Er werd bovendien pas laat met de onderhandelingen begonnen door een vertragingstactiek van de Indonesische regering.
Soekarno, de president van Indonesië, stelde zich op het standpunt dat Nieuw-Guinea vóór 1 januari 1951 bij Indonesië moest behoren.
Minister Stikker van Buitenlandse Zaken wilde vasthouden aan het voortbestaan van de Nederlands-Indonesische Unie en maakte de positie van Nieuw-Guinea daaraan ondergeschikt. Hij was bereid de soevereiniteit over dat gebied over te dragen aan Indonesië. De andere leden van het kabinet wilden niet verder gaan dan soevereiniteitsoverdracht aan de Unie. Dat wees Indonesië evenwel af.

## Stikker
Stikker overwoog hierna om af te treden. Hij stond namelijk ook lijnrecht tegenover zijn geestverwanten in de Tweede Kamer, die helemaal niets voelden voor soevereiniteitsoverdracht; niet aan de Unie en zeker niet aan Indonesië.
De VVD-fractie meende dat Stikker zich achter dat standpunt moest scharen.
Uiteindelijk besloot Stikker echter om aan te blijven, omdat zijn aftreden tot een kabinetscrisis zou leiden.
De fractie raakte nog meer ontstemd toen bleek dat Stikker in informeel overleg met zijn geestverwanten niet duidelijk had aangegeven dat hij zich toch achter het standpunt van het kabinet zou scharen.

## De motie-Oud
De VVD-fractie keurde bij monde van haar fractievoorzitter Oud de opstelling van het kabinet, en van Stikker in het bijzonder af. Oud diende hierover op 23 januari 1951 een motie in. Er kon volgens hem beter een nieuw kabinet komen, omdat het zittende kabinet te zwak was en bovendien steeds van koers was veranderd.
De motie werd weliswaar verworpen, maar Stikker had tevoren al meegedeeld dat hij zou aftreden als de VVD vóór zou stemmen. En dat gebeurde uiteraard. Door het aftreden van Stikker ontviel de basis aan het kabinet, en hierop traden ook de andere ministers af.

## Formatie kabinet-Drees I
Gedurende zeven weken werd geprobeerd een nieuw kabinet te vormen. Daarbij deed zich het novum voor dat eerst een informateur (namelijk Stikker) optrad. Na hem poogden Drees en Van Schaik en oud-minister Steenberghe (KVP) zonder succes een kabinet te vormen.
Uiteindelijk wist KVP-leider Romme op 2 maart een akkoord te bereiken tussen KVP, PvdA, ARP, VVD en CHU. De ARP haakte uiteindelijk echter toch af, omdat zij ontevreden was met de haar toebedeelde ministersposten (defensie en Verkeer en Waterstaat). Daarop kon op 13 maart een nieuw (gereconstrueerd) kabinet-Drees worden gepresenteerd.
In het nieuwe kabinet werd Van Maarseveen (KVP) als minister van Uniezaken en Overzeese Gebiedsdelen vervangen door zijn partijgenoot Peters. Van Maarseveen werd minister van Binnenlandse Zaken. Stikker keerde eveneens terug.

## Nieuw-Guinea
De kwestie-Nieuw-Guinea werd 'bevroren': het Nederlandse kabinet zou geen stappen over de positie van dat gebied zetten zonder voorafgaand overleg met het parlement. De Nederlands-Indonesische Unie zou overigens in 1954 eenzijdig door Indonesië worden opgezegd.
Pas in 1962 werd - na bemiddeling door de Verenigde Naties - een oplossing voor Nieuw-Guinea gevonden. Nieuw-Guinea werd onder beheer van de Verenigde Naties overgedragen aan Indonesië en kwam in 1969, na een omstreden volksstemming, definitief bij dat land.